# Costoma
Costoma is een geslacht van vlinders van de familie sikkelmotten (Oecophoridae), uit de onderfamilie Depressariinae.

## Soorten
- C. basirosella Busck, 1914
- C. cirrophaea Meyrick, 1924